# Ukonlampi
Ukonlampi är en sjö i kommunen Kuopio i landskapet Norra Savolax i Finland. Den är 15 meter djup. Arean är 24 hektar och strandlinjen är 4,82 kilometer lång.  Den  ingår i Vuoksens huvudavrinningsområde.  Sjön ligger omkring 41 kilometer sydöst om Kuopio och omkring 330 kilometer nordöst om Helsingfors. 
I sjön finns öarna Kuusikko och Päiviö. 